# ألان مكاي (لاعب كرة قدم)
ألان مكاي (بالإنجليزية: Allan McKay)‏ هو لاعب كرة قدم ومدرب كرة قدم بريطاني، ولد في 1 نوفمبر 1943. لعب مع نادي دمبرتون ونادي لانارك الثالث ونادي ماذرويل.